# Charles François Dumouriez
Charles-François du Périer Dumouriez (26 tháng 1 năm 1739 – 14 tháng 3 năm 1823) là một vị tướng Pháp trong Chiến tranh Cách mạng Pháp. Ông cùng với vị Tướng François Christophe Kellermann chia sẻ vinh quang trong chiến thắng tại Valmy, nhưng sau đó đã đào ngũ khỏi bên Quân đội Cách mạng, và trở thành nhân vật Bảo hoàng dưới triều đại Napoleon cũng như là cố vấn cho chính phủ Anh. Dumouriez là một trong những cái tên được khắc dưới Khải hoàn Môn trên cột thứ 3.

## Thiếu thời
Dumouriez sinh ra tại Cambrai, cạnh sông Scheldt ở miền bắc Pháp, trong một gia đình quý tộc. Cha của ông Antoine-François du Périer, phục vụ với vai trò cha tuyên úy trong quân đội hoàng gia, và giáo dục con trai một cách cẩn trọng và rộng mở. Ông tiếp tục con đường học tập ở Paris tại Lycée Louis-le-Grand, và vào năm 1757, ông bắt đầu sự nghiệp quân ngũ với vai trò tình nguyện viên trong chiến dịch Rossbach, với quân hàm cornet sử dụng chiến mã trong Trung đoàn Escars. Ông nhận được tín nhiệm do hoàn thành tốt nhiệm vụ, và tiếp tục phục vụ trong các chiến dịch Đức trong Chiến tranh Bảy năm với thành tích xuất sắc (ông bị 22 vết thương); nhưng vào thời bình ông giải ngũ với quân hàm đại úy, và với một số tiền nhỏ trợ cấp và chữ thập St Louis.
Sau đó Dumouriez thực hiện các chuyến đi tới Italy và Corsica, Tây Ban Nha và Bồ Đào Nha, và nhờ vào bản ghi nhận gửi đến duc de Choiseul về tình hình Corsica tại thời điểm tồn tại Cộng Hòa Corsica đã giúp cho ông được tái bổ nhiệm vào quân viễn chinh Pháp đổ bộ lên đảo, và ông được thăng làm trung tá. Năm 1767 Choiseul trao cho Dumouriez một chức vụ chỉ huy với vai trò tùy viên Trưởng Quân nhu trong quân đoàn Corsica dưới quyền Marquis de Chauvelin. Sau chức vụ này, ông được bổ nhiệm làm một thành viên của Hội đồng Cơ mật, một cơ quan tình báo của Louis XV, vốn tập trung toàn bộ mánh khóe ngoại giao của ông.
Năm 1770 ông đảm nhiệm phái bộ ngoại giao ở Ba Lan trong Liên bang Bar, tại đây, ngoài vai trò chính trị, ông còn tổ chức cho dân quân Ba Lan tham gia Chiến tranh Liên bang Bar. Ngày 23 tháng 5, các binh lính Ba Lan của ông bị nghiền nát bởi lực lượng Nga của Tướng Alexander Suvorov trong Trận Lanckorona. Sau khi Choiseul qua đời (1770), Dumouriez phải tự hành động mà không có sự chỉ đạo. Đến 1772, Emmanuel-Armand de Richelieu, duc d'Aiguillon tiếp quản chức vụ của Choiseul. Dumouriez cũng phụ trách thêm nhiệm vụ hỗ trợ Gustave III đối đầu với tầng lớp quý tộc Thụy Điển. Tuy nhiên nhiệm vụ này vốn đã được giao cho Bá tước Broglie, thư ký bí mật của Vua Louis XV. Về phía d'Aiguillon, ông này không được thông báo và hay biết về sự việc này. Do đó, d'Aiguillon đã ra lệnh bắt ông tại Hamburg và giam ông tại ngục Bastille và sau là nhà tù ở Caen cho tới khi Vua Louis XV qua đời. 1774, vị vua mới lên ngôi Louis XVI đã triệu Dumouriez trao cho chức vụ ở Lille và sau là ở Cherbourg.
Khi được thả, Dumouriez đã kết hôn với họ hàng, Mademoiselle de Broissy, nhưng ông là một người chồng vô tâm và không chung thủy, và vào năm 1789 họ ly thân. Madame Dumouriez trở về sống trong convent. Trong thời gian đó, Dumouriez chú tâm vào chính sự của đất nước. Tại Cherbourg, ông đảm nhận chức tỉnh trưởng trong thời gian 11 năm, với sự cần mẫn và tài năng của mình, hoàn thành công việc của một hải cảng mới thành lập. Ông lần lượt được thăng chức đại tá năm 1787, maréchal de camp năm 1788, và sau cùng là chỉ huy bảo quốc.

## Sự nghiệp trong cuộc cách mạng
Khi Cách mạng Pháp nổ ra, ông nhận thấy một cơ hội mở ra trước mắt để bắt đầu một sự nghiệp chính trị mới. Do đó, năm 1789, ông đi đến Paris kết bạn với Lafeyette, Mirabeau, chấp thuận các nguyên tắc của cuộc Cách mạng. Năm 1790, ông gia nhập Câu lạc bộ Jacobin. Ông được giữ chức chỉ huy tại Vendée với quân hàm Trung tướng. Đến tháng 8 năm 1972, ông thăng làm chỉ huy Vệ Binh Quốc gia tại Cherbourg.

### Other sources
Bài viết này bao gồm văn bản từ một ấn phẩm hiện thời trong phạm vi công cộng: Chisholm, Hugh, biên tập (1911). "Dumouriez, Charles François". Encyclopædia Britannica. Quyển 8 (ấn bản thứ 11). Cambridge University Press. tr. 667. The 1911 Encyclopædia Britannica, in turn, gives the following references:
- A. von Boguslawski, Das Leben des Generals Dumouriez (Berlin, 1878–1879).
- Revue des deux mondes (15 July, 1 August, and ngày 15 tháng 8 năm 1884).
- H. Welschinger, Le Roman de Dumouriez (1890).
- Arthur Chuquet, La Première Invasion, Valmy, La Retraite de Brunswick, Jemappes, La Trahison de Dumouriez (Paris, 1886–1891).
- A. Sorel, L'Europe et la Révolution française (1885–1892).
- J. Holland Rose and A. M. Broadley, Dumouriez and the Defence of England (1908).
- Ernest Daudet, La Conjuration de Pichegru et les complots royalistes du midi et de l'est, 1795-1797, Paris, 1901.
- P. Chastain Howe, "Foreign Policy and the French Revolution" (2008).

Bản mẫu:Foreign Ministers of France
Bản mẫu:French Revolution navbox